# Au temps où les Arabes dansaient
 (février 2021).
Pour plus de détails, voir Fiche technique et Distribution.
Au temps où les Arabes dansaient est un film documentaire belge réalisé par Jawad Rhalib, sorti en 2018,,.

## Fiche technique
- Titre original : Au temps où les Arabes dansaient
- Réalisation : Jawad Rhalib
- Effets visuels : Blaise Jadoul
- Musique : Simon Fransquet
- Production : Nouredin Rhaleb
- Société de production : R&R Productions
- Coproductions : RTBF, Centre du cinéma fédération Wallonie Bruxelles, Canvas, VAF, Zonderling, Free son, WIP, OIF
- Pays d'origine :  Belgique
- Langue originale : français
- Genre : documentaire
- Durée : 85 minutes
- Dates de sortie : Belgique : 6 septembre 2018

## Distribution
- Hiam Abbass : elle-même
- Zouzou Ben Chikha : lui-même
- Chokri Ben Chikha : lui-même
- Julien Perraudeau : lui-même
- Johan Simons : lui-même
- Mourade Zeguendi : lui-même
- Feyrouz : elle-même (images d'archives)
- Michel Houellebecq : lui-même (images d'archives)
- Gamal Abdel Nasser : lui-même (images d'archives)

## Récompenses
- Magritte 2019 : meilleure musique originale
- FEPASCO 2019 : Étalon d'argent
- Visions du réel 2018 : meilleur film de la section Grand Angle et Prix du Public
- FIFOG Genève 2019 : FIFOG D'OR 2019
- BAFF - Brussels Art Film Festival 2019: Meilleur film documentaire

Sélections
- BAFF 2018 : sélection
- TIFF 2018 : sélection documentaire
- FIFA Montréal 2019 : ouverture du festival et en compétition
- Göteborg Film Festival 2019 : en compétition
- Le Festival international du film de Mannheim-Heidelberg 2019 : en compétition
- LE FIFP Festival International du Film Politique Carcassonne 2019 :  Ouverture du festival et en compétition
- Salem Film Fest 2019 : en compétition
- Boston Film Festival 2019 : en compétition